# 브라시노스테로이드

브라시놀라이드, 생물학적 활성이 있는 것으로 밝혀진 최초의 브라시노스테로이드 분리

브라시노스테로이드(Brassinosteroid, BR 또는 덜 일반적으로 BS)는 식물 호르몬의 여섯 번째 부류로 인식된 폴리하이드록시스테로이드 부류이며 세포자멸사를 유도하고 성장을 억제하는 내분비 반응성 암에 대한 항암제로 유용할 수 있다. 브라시노스테로이드는 유채(Brassica napus) 꽃가루의 유기농 추출물 처리에 의한 줄기 신장 및 세포 분열 촉진이 보고되었다. 브라시놀라이드는 1979년 유채의 꽃가루가 줄기 연장과 세포 분열을 촉진하는 것으로 나타났고 생물학적 활성 분자가 분리된 최초의 분리된 브라시노스테로이드였다. 그러나 230kg의 유채 꽃가루에서 브라시노스테로이드의 수율은 10mg에 불과했다. 발견 이후 70가지 이상의 브라시노스테로이드 화합물이 식물에서 분리되었다.

## 생합성
브라시노스테로이드는 캄페스테롤에서 생합성된다. 생합성 경로는 일본 연구자에 의해 해명되었으며 나중에 애기장대, 토마토 및 완두콩의 브라시노스테로이드 생합성 돌연변이 분석을 통해 올바른 것으로 나타났다. 식물에서 브라시노스테로이드 합성 부위는 실험적으로 입증되지 않았다. 한 가지 잘 뒷받침되는 가설은 브라시노스테로이드 생합성 및 신호 전달 유전자가 광범위한 식물 기관에서 발현되고 호르몬의 근거리 활동도 이를 뒷받침하기 때문에 모든 조직이 브라시노스테로이드를 생산한다는 것이다. 실험은 장거리 수송이 가능하고 흐름이(아크로페탈) 있음을 보여주었지만 이 움직임이 생물학적으로 관련이 있는지는 알려져 있지 않다.

## 호르몬 활동
브라시노스테로이드는 수많은 식물 내의 기전에 관여하는 것으로 나타났다.
- 세포 확장 및 세포 신장 촉진.[7] 옥신과 함께 작동한다.[9]
- 그것은 세포 분열과 세포벽 재생에서 어떠한 역할을 한다.[7]
- 혈관 분화 촉진. 브라시노스테로이드 신호 전달은 혈관 분화 동안 연구되었다.[10]
- 꽃가루 관 형성을 위한 꽃가루 신장에 필요하다.[11]
- 죽어가는 조직 배양 세포의 노화 촉진. 브라시노스테로이드 돌연변이체의 노화 지연은 이 작용이 생물학적 연관성을 뒷받침한다.[7]
- 추위와 가뭄으로 인한 스트레스로부터 식물을 어느 정도 보호할 수 있다.[7]

식물 Lychnis viscaria의 추출물은 비교적 많은 양의 브라시노스테로이드를 함유하고 있다. Lychnis viscaria는 주변 식물의 질병 저항성을 증가 시킨다.
24-Epibrassinolide(EBL), Aegle marmelos Correa(Rutaceae)로부터 분리된 브라시노스테로이드는 maleic hydrazide(MH)에 대한 항원 독성에 대해 추가로 지정되었다. maleic hydrazide(0.01%)에 의해 유발된 염색체 이상 비율은 24-epibrassinolide의 처리로 유의하게 감소하는 것으로 나타났다.
브라시노스테로이드는 식물의 비생물적 스트레스와 생물학적 스트레스 모두에 대응하는 것으로 보고되었다. 오이에 브라시노스테로이드를 적용하면 살충제의 신진대사와 제거능이 증가하는 것으로 나타났으며, 이는 비유기농 야채에서 잔류 살충제의 인간 섭취를 줄이는 데 도움이 될 수 있다.
브라시노스테로이드는 또한 벼 종자(Oryza sativa L.)에 적용될 때 다양한 효과가 있는 것으로 보고되었다. 브라시노스테로이드를 처리한 종자는 염분 스트레스의 성장 억제 효과를 감소시키는 것으로 나타났다.
발달된 식물의 신선 중량을 분석했을 때 처리된 종자는 식염수 및 비-식염수 배지에서 자란 식물보다 성능이 높았지만 건조 중량을 분석했을 때 브라시노스테로이드 처리된 종자는 식염수 배지에서 성장한 처리되지 않은 식물보다 성능이 우수했다.
염분 스트레스를 받은 토마토(Lycopersicon esculentum)를 처리했을 때 엽록소 a와 엽록소 b의 농도가 감소하여 색소 침착도 감소했다. 브라시노스테로이드가 처리된 벼 종자는 동일한 조건에서 처리되지 않은 식물과 비교할 때 식염수에서 자란 식물의 색소 수준을 상당히 회복시켰다.

## 신호전달 기전

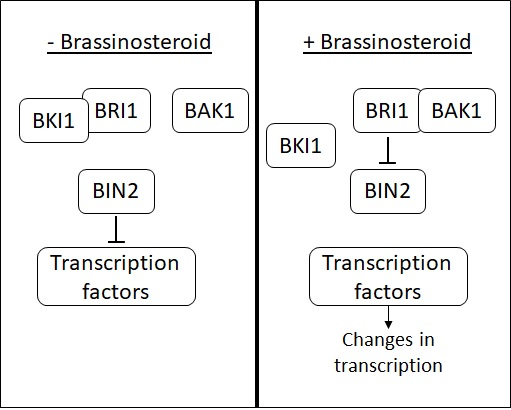
브라시노스테로이드 신호 연쇄작용: 브라시노스테로이드가 없는 경우 BKI1은 BRI1 활성을 차단하고 BIN2는 전사 인자를 억제한다.
브라시노스테로이드가 존재하면 BKI1이 BRI1에서 해리되고 BRI1:BAK1 복합체가 형성된다. 이 복합체는 BIN2의 비활성화를 촉진하고 전사 인자는 그 효과를 발휘할 수 있다.

브라시노스테로이드는 브라시노스테로이드 민감성-1(BRI1), BRI1 관련 수용체 키나아제1(BAK1)을 포함하는 공동 수용체 복합체에 의해 세포막에서 인지된다. BRI1은 키나아제로 작용하지만 브라시노스테로이드가 없을 경우 그 작용은 다른 단백질인 BRI1 키나아제 억제제 1 (BKI1)에 의해 억제된다. 브라시노스테로이드가 BRI1:BAK1 복합체에 결합하면 BKI1이 방출되고, 인산화 캐스케이드가 촉발되어 다른 키나제인 브라시노스테로이드 둔감성 2 (BIN2)가 비활성화된다. BIN2와 그 유사체는 여러 전사인자를 억제한다. 브라시노스테로이드에 의한 BIN2의 억제는 이러한 전사 인자를 방출하여 DNA에 결합하고 특정 발달 경로를 제정한다.

## 농업
브라시노스테로이드는 원예 작물의 역할에 상당한 관심을 갖고 있음을 드러낼 수 있다. 광범위한 연구를 바탕으로 브라시노스테로이드는 원예 작물의 양과 품질을 개선하고 지역 환경에 존재할 수 있는 많은 스트레스로부터 식물을 보호할 수 있는 능력을 가지고 있다. 보다 안정적인 합성 유사체의 합성 및 세포 브라시노스테로이드 활성의 유전자 조작을 다루는 기술의 많은 발전으로 원예 작물 생산에 브라시노스테로이드를 사용하는 것은 작물 수확량 및 성공을 개선하기 위한 보다 실용적이고 희망적인 전략이 되었다.
브라시노스테로이드의 적용은 감자역병균, 오이의 곰팡이, 바이러스성 질병 및 기타 다양한 질병에 대한 효능을 입증했다.
브라시노스테로이드는 또한 소비자의 건강 문제와 생산자의 성장 요구 사이의 격차를 해소하는 데 도움이 될 수 있다. 브라시노스테로이드를 사용하는 주요 이점은 자연적으로 작용하기 때문에 환경을 방해하지 않는다는 것이다. 그것은 "식물 강화 물질(plant strengthening substance)"이고 자연적이기 때문에 브라시노스테로이드 적용은 살충제보다 유리할 것이며 해충의 공진화에 기여하지 않는다.
독일에서는 식물의 추출물을 "식물 강화 물질"로 사용할 수 있다. 콩 두 번째 마디간 신장 분석 및 벼 잎판 경사 테스트와 같이 식물에서 브라시노스테로이드를 검출할 수 있는 일부 생물학적 분석이 있다.